# Чезе Карате (Изернија)
Чезе Карате је насеље у Италији у округу Изернија, региону Молизе.
Према процени из 2011. у насељу је живело 44 становника. Насеље се налази на надморској висини од 790 м.